# English Teacher (série télévisée)
English Teacher est une sitcom américaine en 8 épisodes de 22-25 minutes, créée par Brian Jordan Alvarez et diffusée du 2 septembre 2024 au 14 octobre 2024 sur FX,. Pour les pays francophone, la série est accessible sur le service Disney+.
Elle suit la vie d'un professeur d'anglais homosexuel dans un lycée du Texas.

## Synopsis
Evan Marquez enseigne l'anglais dans un lycée d'Austin (Texas), avec ses collègues Markie, Rick et Gwen, sa meilleure amie, et le proviseur Grant Moretti. Il revoit de temps en temps son ex, Malcolm. 
Ouvertement gay, Evan doit naviguer entre vie professionnelle, vie personnelle et politique.

## Distribution

### Acteurs principaux
- Brian Jordan Alvarez (VF : Yoann Sover) : Evan Marquez, professeur d'anglais à Morrison-Hensley High School
- Stephanie Koenig (en) (VF : Anne Tilloy) : Gwendolyn « Gwen » Sanders, collègue et meilleure amie d'Evan
- Enrico Colantoni (VF : Jean-François Aupied) : Grant Moretti, le proviseur du lycée
- Sean Patton (VF : Christophe Lemoine) : Markie Hillridge, professeur d'EPS du lycée

### Acteurs récurrents
- Carmen Christopher (VF : Franck Sportis) : Rick Santana, le conseiller en orientation
- Jordan Firstman (en) (VF : Julien Mior) : Malcolm, l'ex d'Evan
- Langston Kerman (en) (VF : Mike Fédée) : Harry, un nouvel enseignant au lycée
- Aliyah's Interlude (en) (VF : Périne Lislet) : Tiffany
- Chris Riggi (VF : Martin Faliu) : Nick
- Savanna Gann (VF : Sarah Griche) : Becca
- Ben Bondurant (VF : Tom Berguig) : Jeff
- Mason Douglas (VF : Stevie Tomi) : Frank
- Scarlette Amber Hernandez (VF : Érine Serrano) : Monica
- Matthew Smitley (VF : Jessy Dubuis) : Hartman
- Treylan Newton (VF : Geoffrey Loval) : Tray

### Invités
- Trixie Mattel : Shazam, une drag queen ami d'Evan
- Romy Mars : Kayla, une élève d'Evan
- Ivy Wolk (en) : Chelsea, une élève
- Jimmy Fowlie (en) (VF : Nessym Guetat) : Daniel, un serveur
- Andrene Ward-Hammond : Sharon, une parente d'élève
- Jenn Lyon (en) : Linda Harrison, parente d'élève et femme d'entreprise influente
- Ken Kirby (en) (VF : Stéphane Fourreau) : Pasha, un ancien ami de fac d'Evan

## Production

### Développement
Le producteur Paul Simms découvre le travail de Brian Jordan Alvarez à travers une de ses webséries et décide de coproduire une série télévisée avec lui, les épisodes étant diffusés sur FX, puis visible en streaming sur Hulu. 

### Attribution des rôles
Autour de Brian Jordan Alvarez dans le rôle-titre, la série rassemble les actrices et acteurs Stephanie Koenig (Lessons in Chemistry, The Offer), Enrico Colantoni (Voilà !, Station Eleven) et Julian Sergi (Ramy, War Dogs) pour les rôles principaux. Carmen Christopher (The Bear, Killing It), Jordan Firstman (Big Mouth, Ms. Marvel), Yissendy Trinidad (Babylon, You're Not Alone) et Langston Kerman (Insecure, The Boys) apparaissent dans des rôles récurrents.

### Fiche technique
- Titre original : English Teacher
- Création : Brian Jordan Alvarez
- Réalisation : Jonathan Krisel et Brian Jordan Alvarez
- Scénario : Brian Jordan Alvarez, Stephanie Koenig, Jake Bender, Zach Dunn & Dave King
- Société(s) de production : Brian Jordan Alvarez Productions, 343 Incorporated & FXP
- Société(s) de distribution : FX
- Pays de production :  États-Unis
- Langue originale : anglais
- Format : couleur
- Genre : sitcom
- Nombre de saisons : 1
- Nombre d'épisodes : 8
- Durée : 22-25 minutes
- Dates de première diffusion :
  - États-Unis : 2 septembre 2024